# Ermita de Mig Camí
L'ermita de Mig Camí, o de Mitan Camí, és un edifici del municipi de Tortosa (Baix Ebre) protegit com a bé cultural d'interès local.
El 5 de juliol de 2020, Monsenyor Jordi Bertomeu i Farnós, ha beneït l'obra "El Miracle del pa" de l'artista sevillà, resident a Catalunya, Julio García Iglesias, gràcies a la generosa donació del Sr. Agustí Roig Aixendri i de la Sra. Elizete Perini Durante.

## Descripció
El conjunt és situat a uns 5 km de Tortosa per la carretera de la Simpàtica o del coll de l'Alba, a mig camí entre la carretera i la ciutat. Consta d'església i casa dels ermitans. Al seu voltant hi ha una gran esplanada des d'on es domina visualment la ciutat i els voltants, fins al Port.

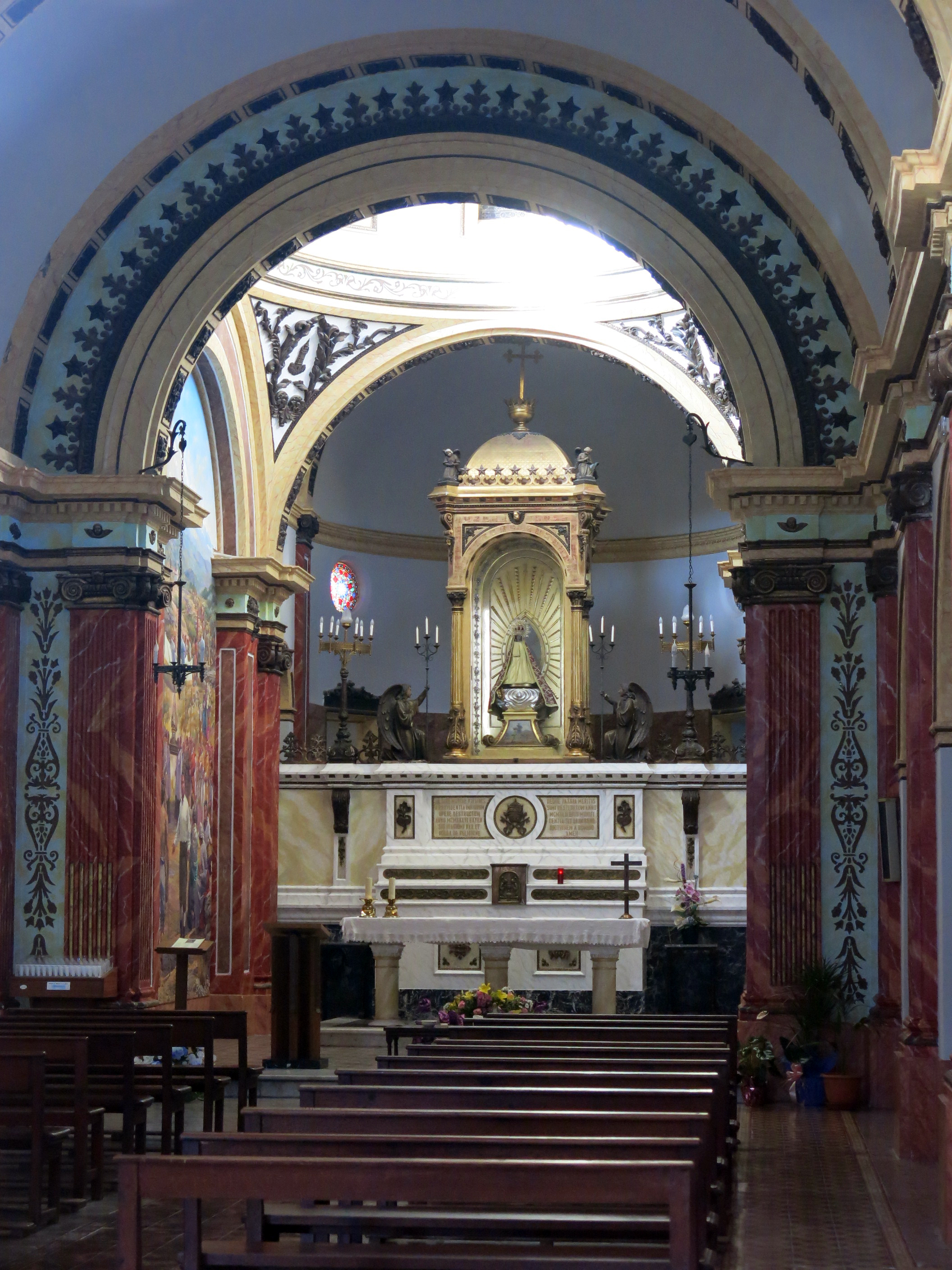
Interior de la nau i altar

L'església és d'una nau de cinc trams amb capelles laterals. Al primer tram de nau corresponen, flanquejant l'accés, dos espais porxats laterals exteriors. La nau central és d'una alçada superior a la de les capelles, està coberta amb volta de canó i té una llanterna vuitavada davant el presbiteri. A l'exterior, la llanterna està coronada per una teulada de ceràmica vidrada, amb cada teula repetint el motiu de l'estel, i al vèrtex superior una imatge de la Mare de Déu de la Providència.
A l'exterior s'adossa, al costat sud de l'església, un porxo cobert amb una arcada de mig punt amb pilars de pedra i arcs de maó. La resta dels murs és de maçoneria arrebossada. La coberta exterior és de teulada, a dos vessants a la nau i a un a les capelles. Resta amagada a la façana per un mur teló mixtilini al perfil superior, amb acabament central semicircular.
L'habitatge dels ermitans es troba adossat al sector de la capçalera. El tipus de construcció és el comú als habitatges de la zona. Sobre la porta d'accés hi ha una placa de rajoles vidrades amb la imatge de la Mare de Déu de la Providència.

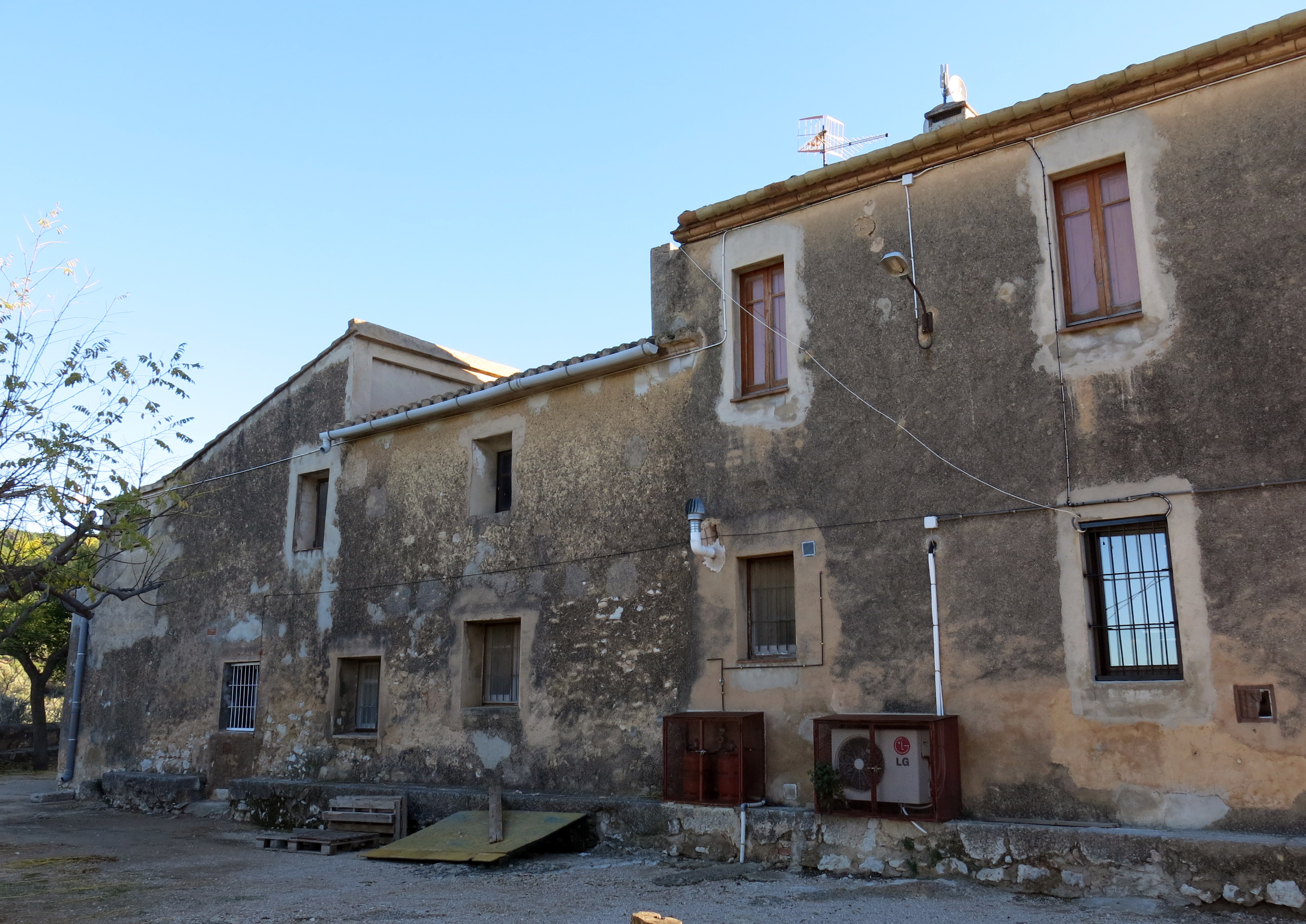
La casa dels ermitans

### Aigua potable
El sistema tradicional d'obtenció d'aigua potable estava basat en una cisterna enterrada, destinada a emmagatzemar aigua de pluja. La recuperació de l'aigua es podia fer amb una boca de pou convencional i una bomba mecànica accionada manualment.

## Història
Al solar de l'ermita s'aixecava, en època medieval, una torre. El santuari sembla que existia amb anterioritat a la invasió musulmana. Reconstruït després de la Reconquesta, l'edifici medieval fou arrasat el 1640 amb la Guerra dels Segadors, quan es convertí en campament de l'exèrcit francès. El 1699 l'edifici fou reconstruït i el 1710 es restaurà la imatge.
Sobre la porta de l'església es conserva una inscripció amb la data de 1699 i una del segle xix amb les dues últimes xifres esborrades. És dedicada a la Mare de Déu de la Providència. En documents antics és citada també com el santuari de Mitan Camí, o del Coll de l'Alba.

## Fòssils de les rodalies
Al voltant de l'ermita hi ha una varietat de fòssils molt petits, anomenats localment estrelletes o creuetes (pronunciat crevetes). Són relativament abundants i fàcils de trobar.